# 苏聪 (作曲家)
苏聪（1957年—），生于中国天津，祖籍广东東莞，作曲家，现定居于德国。
1978年到1982年，苏聪就读于中央音乐学院作曲系。1982年入学德国慕尼黑音乐学院作曲系研究生班。1985年毕业后任教于该院。并在奥格斯堡大学音乐系授课，现任巴登州电影学院及斯图加特市音乐高等学院教授。1988年，因为影片《末代皇帝》作曲而获得第60届奥斯卡最佳电影音乐奖。苏聪获得的其他奖项还包括美国广播音乐公司奖、格莱美最佳背景音乐原作专辑、德国埃森克鲁普基金会奖学金等。